# Periodo de prueba
Periodo de prueba es una película cómica colombiana de 2018 dirigida por René Castellanos y Cristhiam Gerardo Osorio, protagonizada por Jimmy Vásquez, Marianne Schaller, Lorna Paz, Álvaro Bayona, Yaneth Waldman, Orlando Lamboglia y Ricardo Vélez.

## Sinopsis
Manuel es un hombre con muy poca humildad que se presenta a una entrevista de admisión para administrar un lujoso restaurante. Para aspirar al puesto debe enfrentarse a Sofía, una hermosa chica que busca el mismo trabajo. Ambos se verán enfrentados en un periodo de prueba que al finalizar dirá quién se queda con el puesto.

## Reparto
- Jimmy Vásquez - Manuel
- Marianne Schaller - Sofía
- Lorna Paz - Andrea
- Ricardo Vélez - Ricardo
- Yaneth Waldman - Teresa
- Álvaro Bayona - Abelardo